# 穆罕默德·萨瓦尔
穆罕默德·萨瓦尔上尉（1910年11月10日—1948年7月27日），原名拉贾·穆罕默德·萨瓦尔·巴蒂 ，是一名巴基斯坦陆军军官，在第一次印巴战争中阵亡，成为成为巴基斯坦最高军事荣誉尼山·海德爾勋章的第一位获奖者。

## 生平
穆罕默德·萨瓦尔1910年11月10日出生在印度旁遮普省拉瓦尔品第区古贾尔汗（Gujar Khan）附近的一个小村庄。他的父親拉贾·穆罕默德·哈亚特·汗·巴蒂是印度皇家陸軍的一名士兵，一战时获得英军颁发的英国战争奖章，退役时的军衔是中士（Havildar），1932年11月23日去世。 他的家庭是拉傑普特穆斯林家庭。
萨瓦尔在拉瓦尔品第地区的公立学校接受教育，1928年从费萨拉巴德的一所当地学校考入大学。 毕业后跟随中士父亲前往佩斯。1929年莫哈末沙華当兵入伍，在俾路支团第十俾路支团第二营服役，经过1929～1939十年的努力，晋升为一级军士长军衔，1939年派驻勤务军团负责供应和弹药保障。
1939年，萨瓦尔在德拉敦的皇家印度军事学院培训，1943年获得少尉军官的委任，在第1旁遮普团2营服役。 1944年在缅甸短暂服役，因在1944～1945年的军事行动中表现出色，被印度德里的英国政府授予缅甸之星勋章。
1944年，他在旁遮普团担任行政职务，1945～1946年晋升为中尉军衔。 据印度陆军的人事档案记载，莫哈末沙華中尉是“一个严肃的人，没有废话，虔诚地信奉伊斯兰教，每天祈祷五次，首先在日出前祈祷，最后一次在午夜时分。”
1946～1947年，萨瓦尔晋升为上尉军衔，1947年印巴分治後他成為巴基斯坦公民，在巴基斯坦陆军通信兵团任职，并在军事通信学院接受培训。查谟和克什米尔地区的第一次印巴战争打响之后，他立即要求参战，但由于上级希望他完成军事通信课程而未能参战。  1948年，萨瓦尔上尉接管了巴基斯坦陆军旁遮普团第二营的指挥权，担任指挥官，部署在前线。
萨瓦尔带领部队向印控克什米尔的乌里地区进军，并对组织混乱的印军发动了进攻，迫使印军在1948年7月26日从吉尔吉特-巴尔蒂斯坦撤退到印控克什米尔的拉达克。 7月27日，萨瓦尔上尉的连队追击到了乌里地区，对敌人的坚固阵地发起进攻。 他的部队距离敌人阵地只有50码，印军开始迫击炮炮击。萨瓦尔接到命令攻占迫击炮阵地的左侧碉堡。:88 向新位置进发时，由于铁丝网堵塞了他的通道，他决定只带6个人一起去切断铁丝网。:88 他带领六名士兵前出切断铁丝网時，被炮弹弹片击中，胸部被打穿，但是他仍然拿着一挺机关枪向印军扫射。随后阵亡，时年38岁。1956年3月23日，他被追授尼山·海德爾勋章。:89:188
萨瓦尔於1936年结婚，生育有一子一女。他死后，被埋葬在克什米尔附近的蒂尔帕特拉山。1968年，在巴基斯坦拉合尔举行的巴基斯坦战争英雄画展上，第一幅画像就是他的素描。
1991年，他的事迹被拍成传记战争电视片《烈士穆罕默德·萨瓦尔上尉》，该片由PTV的卡西姆·吉拉利（Qasim Jilali）制作和执导。此外，巴基斯坦在其出生地古贾尔汗附近建立了以他名字命名的穆罕默德·萨瓦尔·沙希德学院（Muhammad Sarwar Shaheed college）。